# Роліне Репелар ван Дріл
Роліне Репелар ван Дріл  (нід. Roline Repelaer van Driel, 28 липня 1984) — нідерландська веслувальниця, олімпійська медалістка.

## Виступи на Олімпіадах
| Олімпіада   | Дисципліна                     | Місце |
| ----------- | ------------------------------ | ----- |
| Пекін 2008  | вісімка розстібна зі стерновим | 2     |
| Лондон 2012 | вісімка розстібна зі стерновим | 3     |